# Den virrige professorn
Den virrige professorn (den tankspridde professorn) är en stereotyp i populärkultur som ofta porträtteras som en akademiker med viktig information, men som på grund av sin bildning inte kan fokusera på omgivningen. Ett exempel är Professor Kalkyl från berättelserna om Tintin.
Det tidigaste exemplet på den här typen är möjligen filosofen Thales som påstås ha gått ut en kväll med blicken på himlen och därför ramlade ner i en brunn.
Den virrige professorn-typen kombineras ofta med den galne vetenskapsmannen-stereotypen.